# Palatul Ghika-Comănești
Palatul Ghika-Comănești este un ansamblu de monumente istorice aflat pe teritoriul orașului Comănești, operă a arhitectului Albert Galleron.
Palatul Ghica-Comănești a fost construit în anul 1880, în stilul baroc târziu, de meșteri italieni. Între 1945 - 1988 aici a funcționat „Casa pionierilor”. În prezent, palatul adăpostește Muzeul de etnografie și artă "Dimitrie Ghika - Comănești".
Ansamblul este format din următoarele monumente:
- Palat (cod LMI BC-II-m-A-00816.01)
- Parc (cod LMI BC-II-m-A-00816.02)